# 鵝鑾鼻決明
鵝鑾鼻決明（学名：Chamaecrista garambiensis）为豆科山扁豆屬下的一个种。

## 外部 鏈接
- 維基物種上的相關：鵝鑾鼻決明